# Forte Campo Luserna
Il forte Campo di Luserna (in ted. Werk Lusern) è una fortificazione militare, situata a 1.549 metri s.l.m. sull'altura di Cima Campo/Monte Bisele in località Piana di Vezzena, in provincia autonoma di Trento, ed è di proprietà del Comune di Luserna. Il forte appartiene al grande sistema di fortificazioni austriache al confine italiano. Era anche conosciuto con l'appellativo di "Padre eterno" per la sua sicurezza.

## Storia

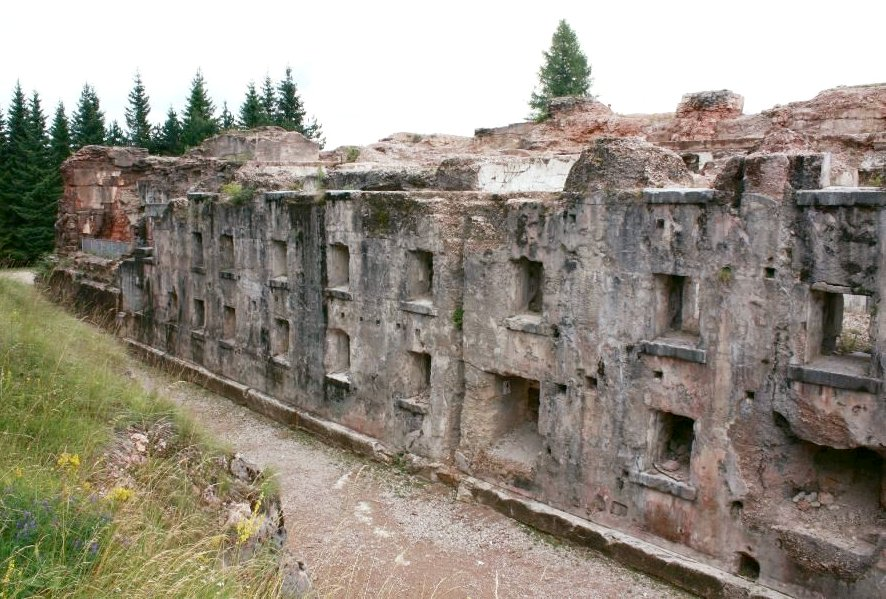
Immagine del forte prima del restauro

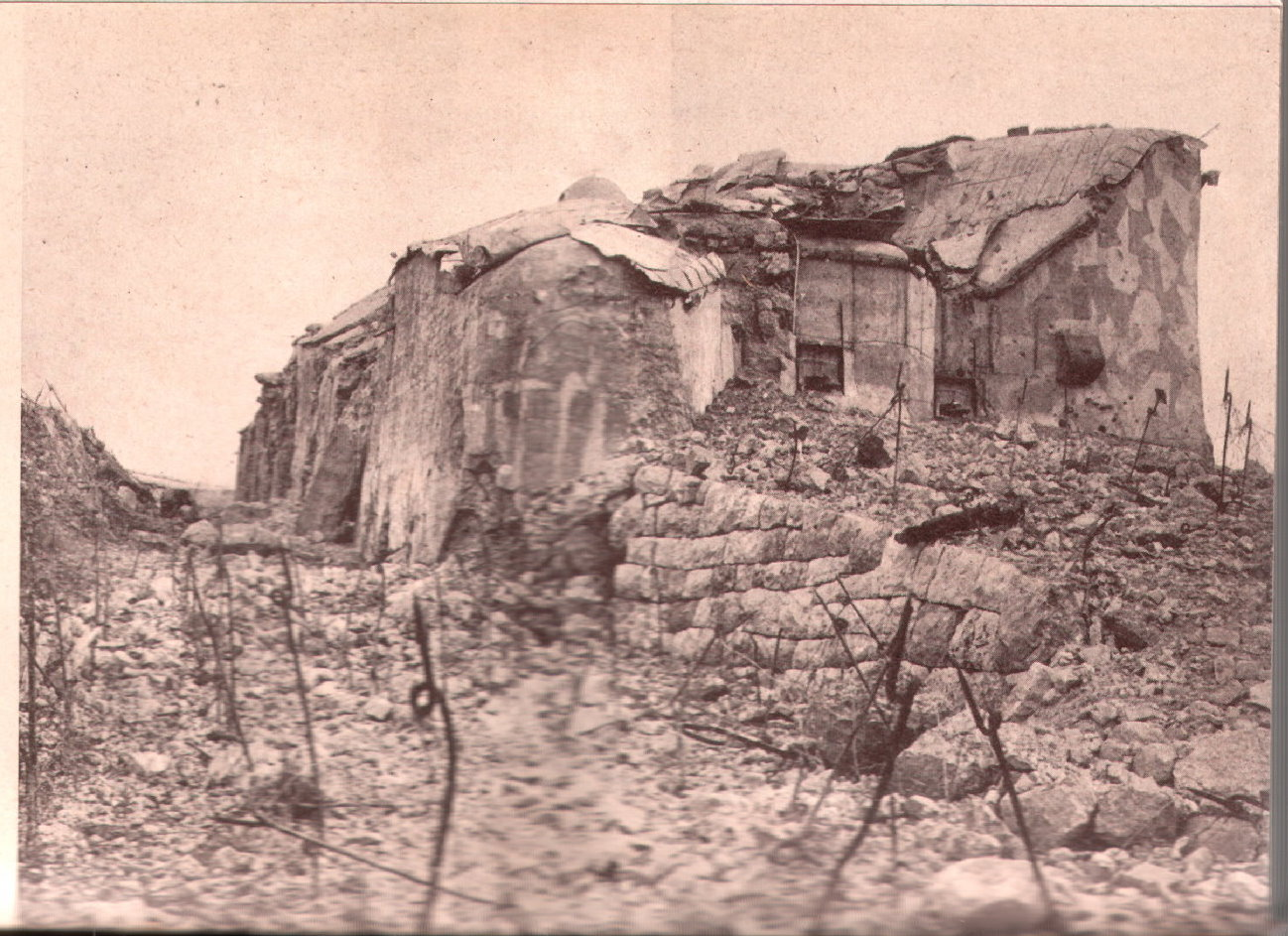
Forte Campo Luserna (1916)

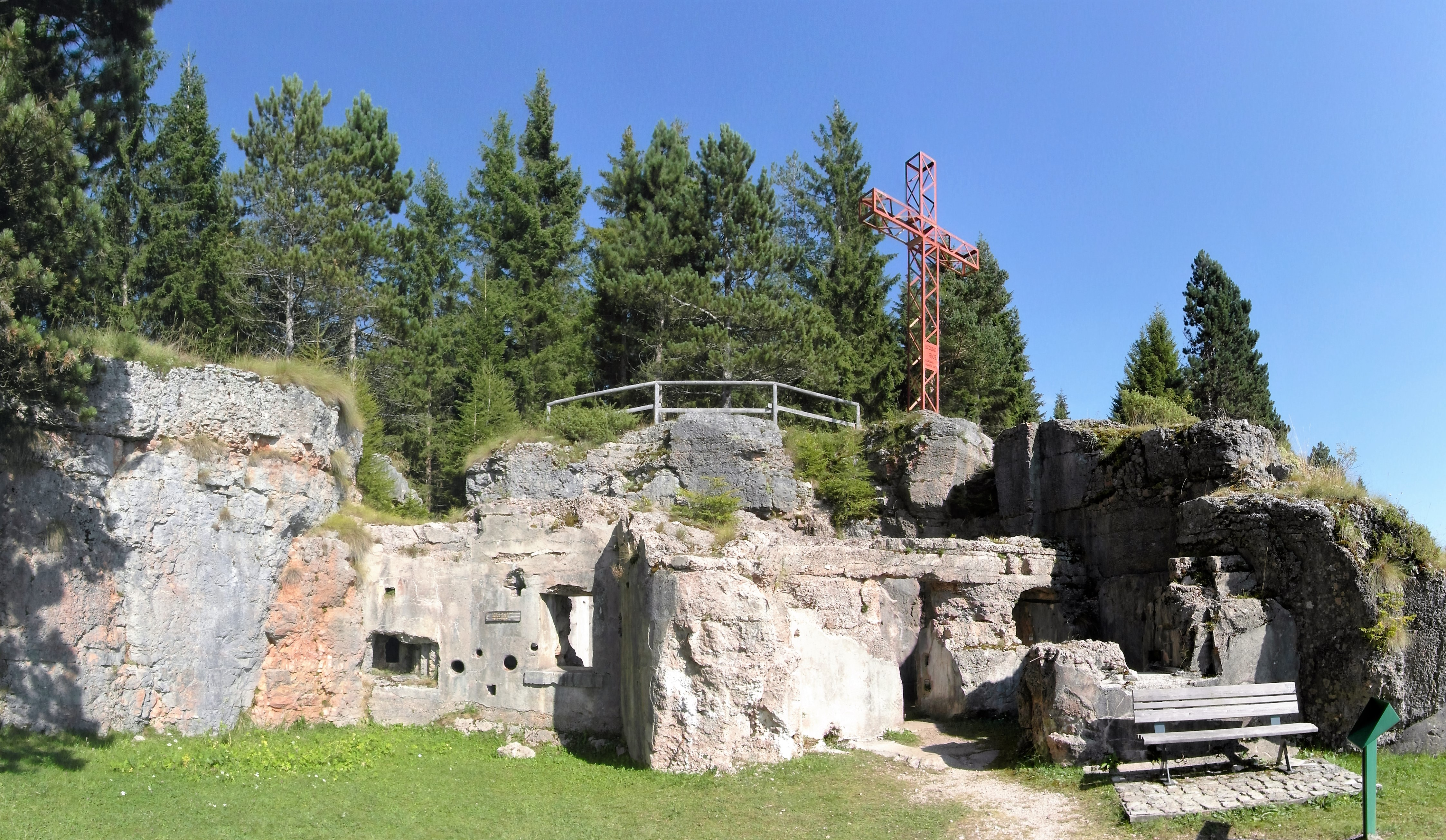
L'avamposto Oberwiesen

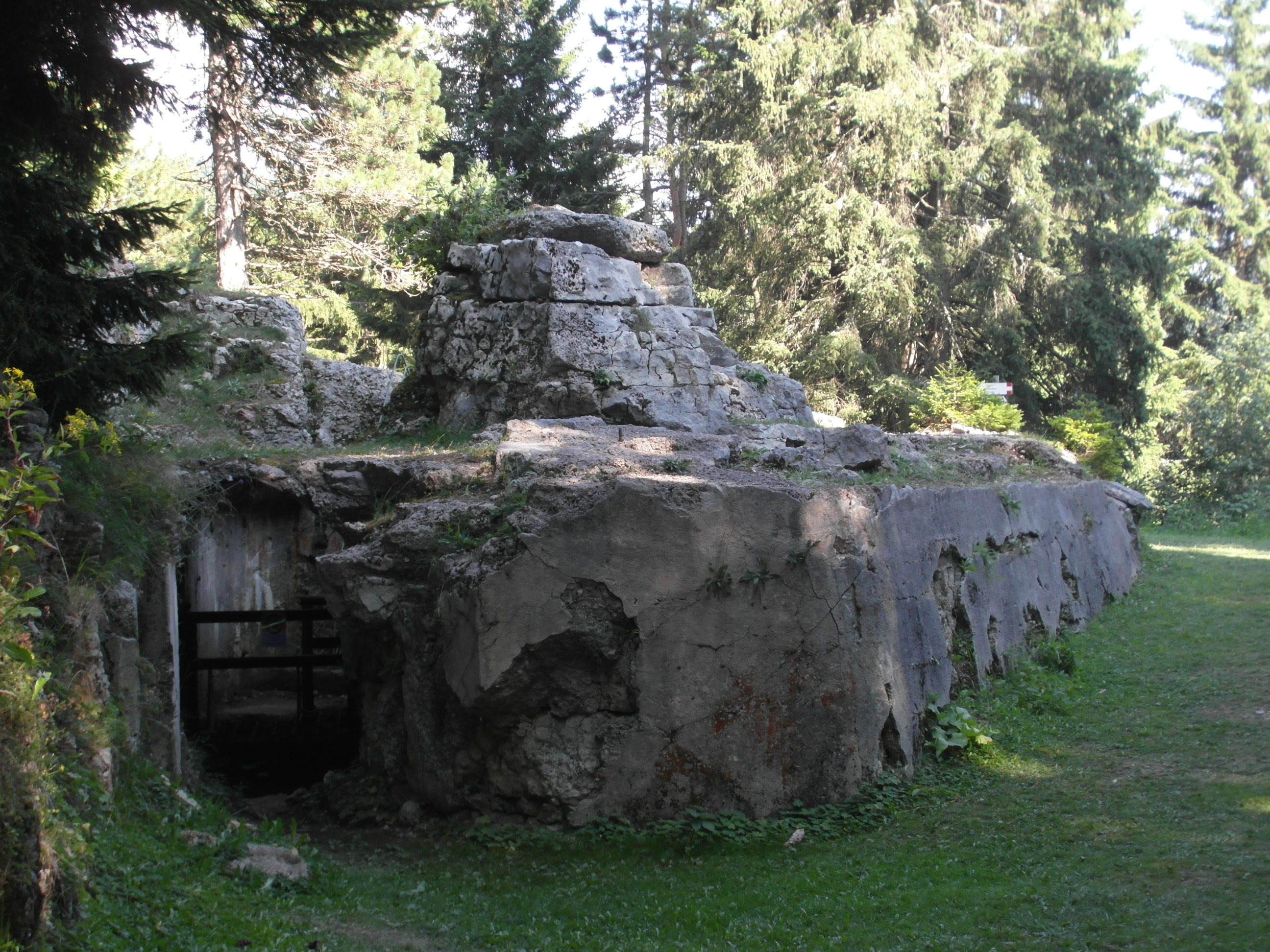
L'avamposto Viaz

Il forte fu costruito tra il 1908 ed il 1912. La sua struttura si costituiva di un'opera principale sull'altura di Cima Campo (1549 m s.l.m.) e da due avamposti, Viatz  (1507 m) a est e Oberwiesen (1517 m) ad ovest. Il corpo principale aveva forma triangolare con fossati di gola larghi fino a dieci metri e profondi quattro, e come l'avamposto Oberwiesen erano costruiti in calcestruzzo con strutture corazzate intagliate nella viva roccia.
Dal punto di vista dimensionale, la fortezza di Luserna era tra le maggiori dell'altopiano, con una volumetria di oltre 200.000 metri cubi, contro i 51.000 di forte Verle a passo Vezzena e i circa 100.000 di forte Belvedere Gschwent a Lavarone.
Subito all'inizio della Grande guerra, il 28 maggio 1915 subì un pesante bombardamento tanto che il comandante boemo Emanuel Nebesar, preoccupato per la possibile esplosione dei depositi di munizioni e benzina del forte, che, quasi scoperchiati dal bombardamento italiano, avrebbero avuto effetti catastrofici per l'intero forte, fece issare la bandiera bianca. Subito dopo però, con l'aiuto dell'artiglieria dei vicini forti Verle e Belvedere, il forte riuscì a respingere l'assalto e Nebesar venne destituito e temporaneamente arrestato, poi assolto. Si ricorda – o meglio, non si ricorda - un Otto Jöchler, volontario (roveretano?) diciassettenne: il 28 maggio 1915 costui fu protagonista di un atto di eroismo che gli guadagnò (dal comando austriaco) una Medaglia d’argento al valore. Ricorda l'avvenimento il Centro Documentazione di Forte Campo-Luserna: a mezz'ora dall'accaduto, il volontario Jöchler, muovendo da forte Belvedere, riuscì a raggiungere il forte e, salendone la copertura, strappò le bandiere bianche. L'episodio è citato anche da Fritz Weber, Tappe della disfatta, Mursia, Milano 2004.
Nel 2014 è stato eseguito un restauro conservativo, dove si è effettuata una copertura in acciaio che lo preserverà dalle intemperie. Alcune parti interne sono tuttora visitabili.

### Avamposto Oberwiesen
L'avamposto Oberwiesen (1517 m) aveva la principale funzione di osservatorio a controllo della Val d'Astico ed era un indispensabile punto per la comunicazione ottica con l'osservatorio posto sul monte Rust ed i forti Belvedere-Gschwent e Sebastiano-Cherle. Questa struttura era totalmente autonoma dal forte ed aveva un suo comandante. Si trattava di una batteria con postazione per il combattimento di fanteria sotto corazza fissa, costruita in calcestruzzo con strutture corazzate intagliate nella roccia.
Armato di una mitragliatrice in cupola osservatorio girevole e con armi a tiro rapido in due caserme metalliche.

### Avamposto Viatz

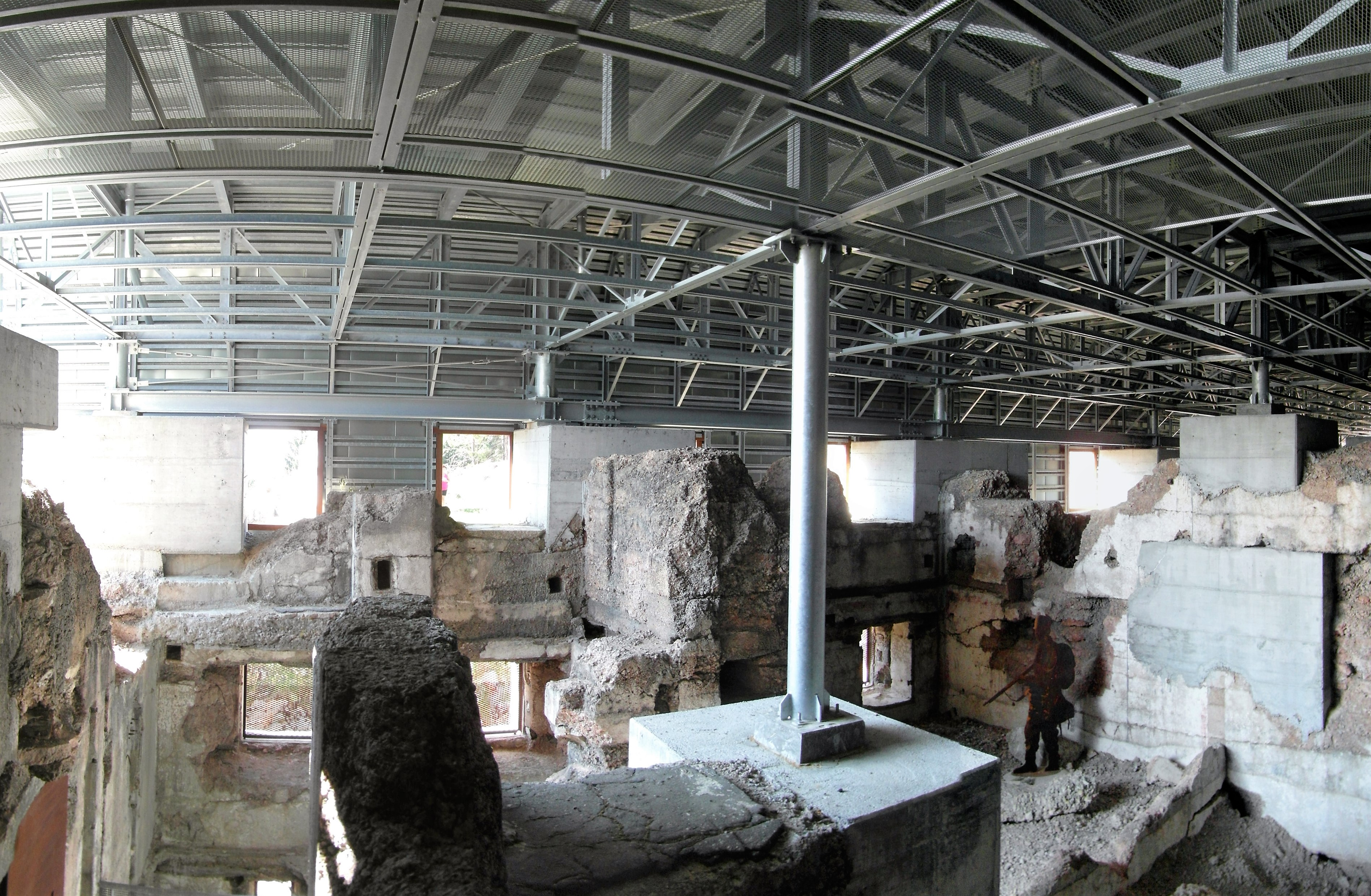
Vista dell'interno del forte dopo il restauro

L'avamposto Viatz (1507 m), collocato alle pendici di cima Campo a controllo della spianata di malga Campo e della Torra, costituiva il punto più avanzato verso le linee italiane dell'intera fortezza. Realizzato in calcestruzzo e scavato nella roccia viva, si costituiva di una cupola corazzata fissa con due mitragliatrici. L'accesso all'avamposto fortificato avveniva attraverso una galleria lunga 210 metri e piana che partendo nei pressi dell'altro avamposto Oberwiesen, conduceva direttamente all'interno del fortino.

### Caserma degli ufficiali
La caserma degli ufficiali, costruita nelle retrovie del forte, ospitava il comandante Emanuel Nebesar e sette ufficiali di cui due del K.K. Landesschützen-Regiment "Trient" N. I e un medico. Inoltre, per non esporli ai bombardamenti, venne costruito un tunnel di collegamento lungo 453 metri che dalla caserma conduceva direttamente al forte.
La differenza di rango che vi era tra il comandante, ufficiali e soldati si può comprendere dal fatto che nella caserma alloggiavano 1 comandante e 7 ufficiali, mentre i soldati erano costretti a sopravvivere in 312 all'interno del forte, sottoposto a continui bombardamenti e intemperie.

### Monumento della Pace
Per sancire come il Forte Werk Lusern sia luogo di pace e di fratellanza tra popoli, è stato eretto nei primi anni '90 un monumento che nell'agosto del 1993, divenne protagonista dell'Incontro Italo-Austriaco della Pace. 

## Armamento
L'armamento del forte era costituito da 4 obici di medio calibro da 105 mm in cupole corazzate girevoli (in acciaio) dello spessore di 250 mm, due cannoni da 80 mm a tiro rapido in casamatta corazzata, 2 cannoni da 60 mm a tiro rapido per la difesa ravvicinata, oltre a 19 mitragliatrici M07/12.
La guarnigione in caso di guerra era costituita da 312 uomini: 1 comandante, 4 ufficiali, 198 soldati semplici, 82 Landesschützen reg. I, 1 ufficiale medico, 12 telefonisti, 6 trinceristi, 6 servitori e 2 attendenti.

## Accessibilità
Grazie ad un enorme lavoro di recupero e di ripristino da parte di Provincia autonoma di Trento, Regione Trentino-AltoAdige/SuedTirol e Comune di Luserna, durato quasi 20 anni, il Forte è diventato un museo a cielo aperto raggiungibile da due sentieri tematici.